# The Dressmaker
The Dressmaker är en australisk dramakomedifilm från 2015 i regi av Jocelyn Moorhouse. Filmens manus är baserat på Rosalie Hams roman The Dressmaker från 2000. Titelrollen spelas av Kate Winslet som femme fatale Myrtle "Tilly" Dunnage, en sömmerska och kläddesigner som återvänder till en liten australisk stad efter många år utomlands för att ta hand om sin mentalt instabila mor. Filmen utforskar teman som hämnd och kreativitet och har beskrivits av Moorhouse som "De skoningslösa med en symaskin".

## Rollista i urval
- Kate Winslet - Myrtle "Tilly" Dunnage
  - Darcey Wilson - Myrtle som barn
- Judy Davis - Molly Dunnage 
  - Lucy Moir - Molly som ung
- Liam Hemsworth - Teddy McSwiney
- Hugo Weaving - Sergeant Horatio Farrat
- Sarah Snook - Gertrude "Trudy" Pratt
  - Olivia Sprague - Gertrude som barn
- Sacha Horler - Una Pleasance
- Caroline Goodall - Elsbeth Beaumont
- James Mackay - William Beaumont
- Rebecca Gibney - Muriel Pratt
- Shane Bourne - Evan Pettyman
- Alison Whyte - Marigold Pettyman
- Barry Otto - Percival Almanac
- Julia Blake - Irma Almanac
- Kerry Fox - Beulah Harridiene
- Gyton Grantley - Barney McSwiney
  - Alex de Vos - Barney som ung
- Genevieve Lemon - Mae McSwiney
- Shane Jacobson - Alvin Pratt
- Tracy Harvey - Lois Pickett
- Terry Norris - Septimus Crescent
- Amanda Woodhams - Nancy Pickett
  - Grace Rosebirch - Nancy som ung
- Stan Leman - Edward McSwiney
- Rory Potter - Stewart Pettyman
- Hayley Magnus - Prudence Harridiene